# سباق الخدش - السكراتش في بطولة الدراجات على المضمار
سباق الخدش - السكراتش في بطولة الدراجات على المضمار هو أحد سباقات بطولة العالم للدراجات على المضمار للرجال.

## Medalists
| البطولة | الذهبية                   | الفضية                   | البرونزية                  |
| ------- | ------------------------- | ------------------------ | -------------------------- |
| 2002    | فرانكو مارفولي (SUI)      | توني جيب (GBR)           | ستيفان ستينويج (GER)       |
| 2003    | فرانكو مارفولي (SUI)      | Robert Sassone (FRA)     | جان بيير فان زيل (RSA)     |
| 2004    | جريج هندرسون (NZL)        | Robert Slippens (NED)    | والتر بيريز (الدراج) (ARG) |
| 2005    | أليكس راسموسن (DEN)       | جريج هندرسون (NZL)       | ماثيو غيلمور (BEL)         |
| 2006    | جيروم نوفيل (FRA)         | أنخيل كولا (ARG)         | Ioannis Tamouridis (GRE)   |
| 2007    | وونغ كام بو (HKG)         | Wim Stroetinga (NED)     | Rafał Ratajczyk (POL)      |
| 2008    | Aliaksandr Lisouski (BLR) | Wim Stroetinga (NED)     | روجر كلوج (GER)            |
| 2009    | مورغان كنيسكي (FRA)       | أنخيل كولا (ARG)         | Andreas Müller (AUT)       |
| 2010    | أليكس راسموسن (DEN)       | خوان أرانغو (دراج) (COL) | كازوهيرو موري (JPN)        |
| 2011    | كوك هو تينغ (HKG)         | ايليا فيفياني (ITA)      | مورغان كنيسكي (FRA)        |
| 2012    | بن سويفت (GBR)            | نولان هوفمان (RSA)       | Wim Stroetinga (NED)       |
| 2013    | مارتن إرفين (IRL)         | Andreas Müller (AUT)     | لوقا دافيسون (AUS)         |
| 2014    | إيفان كوفاليف (RUS)       | مارتن إرفين (IRL)        | تشيونغ كينغ لوك (HKG)      |
| 2015    | لوكاس هيك (GER)           | ألبرت توريس (ESP)        | بوبي ليا (USA)             |